# Asptjärnen (Los socken, Hälsingland)
Asptjärnen är en sjö i Ljusdals kommun i Hälsingland och ingår i Dalälvens huvudavrinningsområde. Sjön har en area på 0,0634 kvadratkilometer och ligger 502,4 meter över havet.

## Delavrinningsområde
Asptjärnen ingår i det delavrinningsområde (682140-144998) som SMHI kallar för Utloppet av Noppijärvi. Medelhöjden är 426 meter över havet och ytan är 21,99 kvadratkilometer. Räknas de 64 avrinningsområdena uppströms in blir den ackumulerade arean 523,37 kvadratkilometer. Orsälven (Oreälven) som avvattnar avrinningsområdet har biflödesordning 2, vilket innebär att vattnet flödar genom totalt 2 vattendrag innan det når havet efter 414 kilometer. Avrinningsområdet består mestadels av skog (91 procent). Avrinningsområdet har 0,45 kvadratkilometer vattenytor vilket ger det en sjöprocent på 2 procent.